# Norfloxacină
Norfloxacina este un antibiotic din clasa fluorochinolonelor de generația a 2-a, care este utilizată în tratamentul infecțiilor bacteriene: infecții de tract urinar, cistită, prostatită și gonoree. Produce reacții adverse grave, și anume tendinite și rupturi de tendoane. Calea de administrare este orală și oftalmică.
Molecula a fost patentată în anul 1977 și a fost aprobată pentru uz medical în anul 1983.